# 多纳尔兹 (南卡罗来纳州)
多纳尔兹（英文：Donalds），是美国南卡罗来纳州下属的一座城市。城市类型是“Town”。其面积大约为0.84平方英里（2.17平方公里）。根据2010年美国人口普查，该市有人口348人，人口密度约为每平方 英里415.27人（约合每平方公里160.34人）。